# Zug

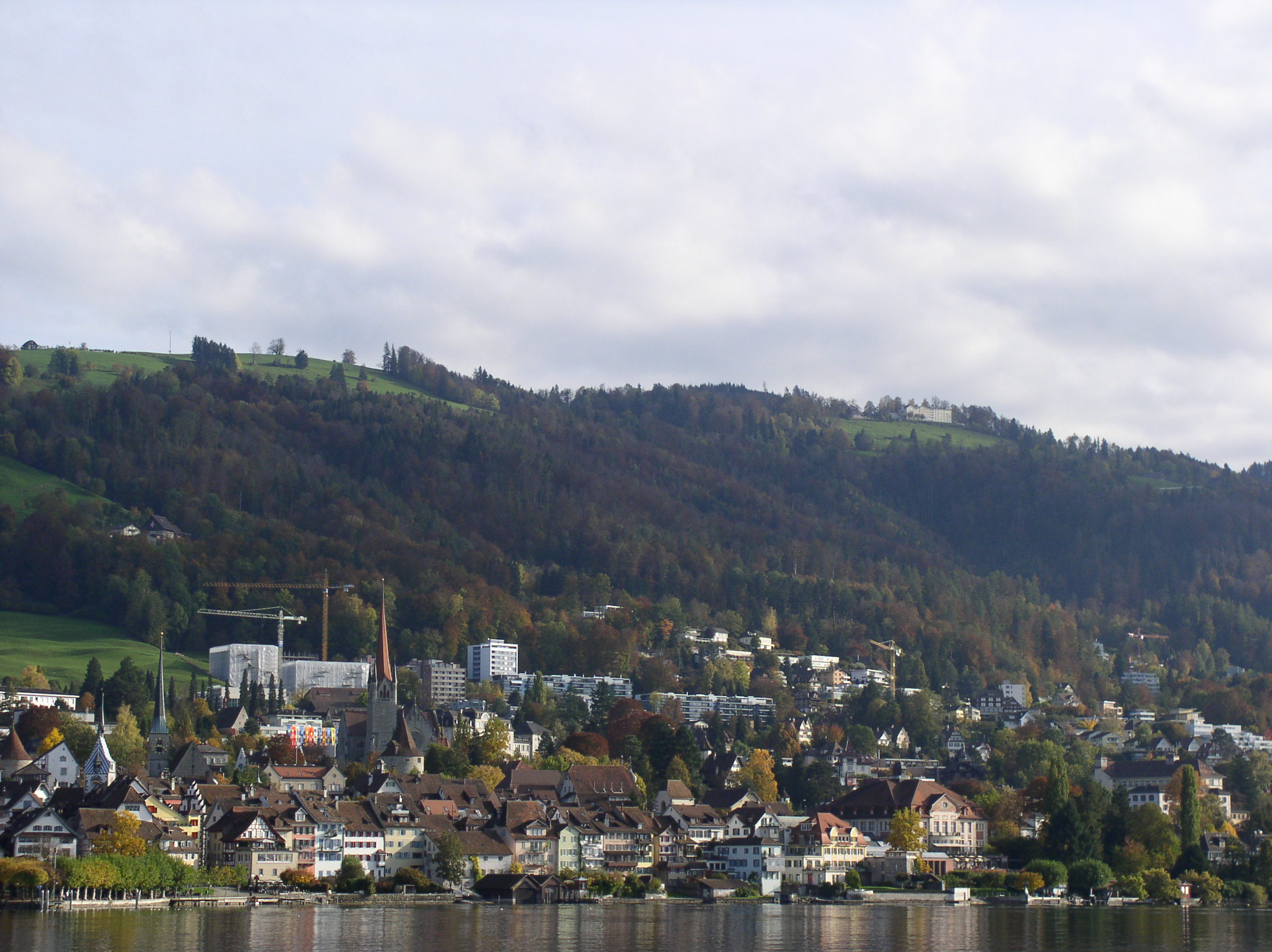
Zug

Zug, capitală a cantonului elvețian Zug. Este un orășel pitoresc, situat la colțul nord-estic al lacului Zug, la poalele muntelui Zugerberg (1039 m). Are o populație de 25.000 de locuitori (2010), de la 6.508 în 1900, în special vorbitori de germană și romanșă. Regimul de taxe, extrem de favorabil firmelor dar și particularilor, a făcut din Zug un oraș extrem de dinamic din punct de vedere economic, cu cel mai ridicat venit pe cap de locuitor din Elveția.

## Demografie
Conform datelor publicate de Oficiul Federal de Statisticǎ, Zug posedǎ 24.854 locuitori în 2008.
Graficul de mai jos aratǎ evoluția populației între 1850 și 2008.  :

## Personalități născute aici
- Henric Trenk (1818 - 1892), pictor care a trăit și în România;
- Brigitte McMahon (n. 1967), triatlonistă.